# 奥斯卡·巴罗纳
奥斯卡·巴罗纳（西班牙語：Óscar Varona，1949年7月22日—），古巴男子篮球运动员。他曾代表古巴国家队参加1972年和1976年夏季奥林匹克运动会篮球比赛，其中1972年奥运会获得一枚铜牌。